# Escut del Timor Oriental
L'escut del Timor Oriental, més aviat un emblema que no un escut heràldic, fou aprovat el 8 de gener del 2007, en substitució del primer escut adoptat per la República Democràtica del Timor Oriental el 2002. Es basa en un disseny usat originàriament quan el país va declarar unilateralment la independència el 28 de novembre del 1975.
Es tracta d'un emblema circular de color blanc delimitat per dues circumferències concèntriques de traç vermell, dins les quals figura la denominació oficial de l'Estat en portuguès també en lletres vermelles: REPÚBLICA DEMOCRÁTICA DE TIMOR-LESTE, amb les sigles a la part de baix: R D T L.
L'escut pròpiament dit, situat al centre, és una representació estilitzada de la muntanya Ramelau, el pic principal del país, en forma de piràmide negra de costats corbats i una base amb tres puntes, perfilada de groc i amb una vora exterior vermella tot al voltant.
Els elements que componen l'escut són, començant per dalt, una estrella blanca de cinc puntes que irradia cinc raigs de llum per la part de sota cap a un llibre obert vermell perfilat de groc, situat damunt una roda dentada groga. A banda i banda del llibre, una panotxa de blat de moro i una espiga d'arròs, totes dues de color groc. A sota, un kalàixnikov gris per damunt d'una fletxa groga, i més avall un arc també groc.
Sota l'escut central, una cinta blanca perfilada de vermell on hi ha escrit en lletres majúscules també vermelles el lema nacional en portuguès: UNIDADE – ACÇÃO – PROGRESSO ('Unitat - Acció - Progrés').

## Escuts usats anteriorment

Escut durant l'època colonial portuguesa (1935-1951)
Escut durant l'època en què el Timor fou una província portuguesa (1951-1975)
Bandera durant l'ocupació indonèsia, amb l'escut al mig (1975-1999)
Escut durant l'ocupació indonèsia, amb l'escut al mig (1975-1999)
Primer emblema de la República Democràtica del Timor Oriental (2002-2007)